# Lamprocryptus
Lamprocryptus is een geslacht van insecten uit de orde vliesvleugeligen (Hymenoptera) en de familie Ichneumonidae.

## Soorten
- L. alboannularis (Ashmead, 1895)
- L. amoenus Schmiedeknecht, 1908
- L. caudatus Schmiedeknecht, 1908
- L. fuscipennis (Szepligeti, 1916)
- L. gracilis Schmiedeknecht, 1908
- L. hector (Fabricius, 1804)
- L. hyalinipennis (Szepligeti, 1916)
- L. menticula (Cameron, 1886)
- L. niger Szepligeti, 1916
- L. nigrans Kasparyan & Ruiz-Cancino, 2005
- L. nigriceps Schmiedeknecht, 1908
- L. pallidipalpis (Cameron, 1911)
- L. panamensis (Cameron, 1886)
- L. pedicatus (Cameron, 1886)
- L. pulcher Schmiedeknecht, 1908
- L. ruficoxa Szepligeti, 1916
- L. semirufus (Brulle, 1846)
- L. sumichrasti (Cresson, 1874)
- L. thoracalis Schmiedeknecht, 1908